# エラン (漫画)
『エラン』（ELAN ）は、新谷かおるによる漫画作品。作名である「エラン」とはフランス語源の哲学用語である"élan vital"（エラン・ヴィタール。「生命の躍動と飛翔」の意）からきており、作内ではおおむね「情熱」という意味で用いられる。また同時に本作の主人公たちが作内で営む貿易会社の名前ともなっている。

## 作品概説
全世界を舞台に輸出入貿易をテーマとした政治経済冒険活劇漫画。主人公たちは個人輸入に近い形態をとっている「貿易をすることでみんなが豊かになる」ことを目指している零細の貿易商社であり、その敵役は大国を相手取り政治すら動かして「何も知らない無辜の民や外国の環境を経済の力で後先を考えずに踏みにじる」大手商社という構造を持っている。
なお、本作にて取り上げられた事象（特に法律関連）は作品連載終了後に廃止、改正になっているものも多く、現在では本作の内容が通用しない（あるいは違法になる）ものも多い。
日本の『月刊少年キャプテン』（徳間書店）にて、1989年1月号（1988年発売）から1991年まで連載された。全18話。コミックスは、少年キャプテンコミックス（徳間書店）から全3巻が発売された後、少年キャプテンコミックススペシャル（徳間書店）として全2巻、文庫版がMF文庫（メディアファクトリー）から全2巻で発売されている。
作品展開時のキャッチフレーズは「いま、ビジネスは冒険（アドベンチャー）になる 」。

### エピソード
本作に登場した男性キャラクター「火点けの“柳”」は、新谷のアシスタントを勤めたこともあるゆうきまさみの漫画作品『機動警察パトレイバー』の主要人物である「内海」をモデルとしたキャラクターであり、本作以降の新谷作品にスター・システムとして頻繁に登場している。

## あらすじ
グローバル化が進む現代。世界を股にかけ商品・情報をやり取りする貿易商社は、各地の人間の生活に深い影響を与え得る存在といえる。そんな商社の中でも日本に本拠を置く巨大総合商社座王グループは、自らの利益を優先するために世界中でグレーゾーンな商売や情報のやり取りを活発に行っていた。一方、そんな座王の目を掠めるがごとくに、彼らの前に現れる正体不明の零細商社があった。その名を「エラン」。エランは座王に対して、まるで何らかの対抗をするかの如くに、彼らの商売に割って入る。そのために座王は時において計画を修正する必要に迫られる「屈辱」すら味わわされることもあった。これを原因として座王グループの国際総本部長である堂本は「エラン」を警戒し、同時に自らの理想を描くため座王上層部への食い込みを画策していた。
そのエランを動かしているのは、実は4人の少年少女たち。様々な理由で自らの生きるべき魂の寄る辺を失った彼らは「自分たちが自分たちらしく生きられ、自分たちと同じ立場の子どもたちが不幸にならないように、自分たちで『独立国』（ネバーランド）を作ろう」という目標の元、その資金のために零細貿易を行っていた。実は組織としての座王への敵対意図は無かった（メンバー個々人においては反発の理由はある）のだが、座王グループの活動規模が大きいために、どうしても活動において範囲がバッティングするというのが実情であった。
堂本が願うのは座王という巨大企業そのものを自身の「理想郷」（ネバーランド）にすること。だが、そのために座王は力の弱い他者（現地の人々や、まっとうな商売をしている同業）を嘲笑い踏みつけにして業績を出している。一方のエランは「皆が幸せになる」「困っている人を助ける」ことを目指し、座王に踏みつけられる人々を救済するかのように商売を展開していく。相反する二つの「ネバーランド」の思想は貿易というフィールドで幾度となく激突していくのである。

### クーデター・プライス（コーヒー）編
第1話から第3話
南アメリカの内陸にある民主国家ダドリアで軍事クーデターが勃発。クーデターは成功して戒厳令が敷かれ同国で軍事独裁政権が樹立する。座王の堂本と柳がダドリア地下のレアメタル鉱床に目をつけ、特産のコーヒーによる農業政策を推し進める民主政権を疎んだ結果だった。柳は民主政権の大統領の汚職をでっち上げ、軍縮を進めようとしていた大統領に不満を持っていた軍部右派に接触。クーデターを焚き付けたのである。同時に柳はダドリア産コーヒーの寡占を画策。抱き込んだ軍事政権により、海上封鎖と空港の離発着の制限をしコーヒー豆の輸送手段を断った。そのうえで、10時間以内に契約書を持って出頭しないと港の積み荷（コーヒー豆）を処分する（座王が手に入れる）、また座王以外の業者に売り渡すなら10時間以内に両社の担当者がそろって出頭し書類を提示せよという通達を行った。東亜流通の社員、北木と太貫は9億円のダドリア産コーヒー豆を買い付けていたが、座王の7億で買い取るという対応に苦慮し大損によるクビを覚悟し途方に暮れていた。それを聞きつけたエランの隼と一丸は東亜流通からそのコーヒー豆を買い付けた。コンコルドで10時間以内にダドリアに出頭しコーヒー豆を国境の河川からダドリア国外の港へ輸送する方法で軍事政権と座王を出し抜く。しかし、座王によりエランの買い付け値はコーヒー卸および小売各社にリークされ、エランはコーヒー豆を大安売りせざるを得なくなった。北木と太貫も「損は出さなかったが、利益も出せなかった」として東亜流通を解雇されてしまい、エランに合流する事となった。そしてダドリア軍事政権はコーヒー豆の畑を全て潰しレアメタル採掘に乗り出す。結果、ダドリア産のコーヒー他農産物は絶滅してしまう事が確定してしまった。

### 式場家編
第4話から第5話
座王の式場常務が帰宅したとたんに暴漢が彼を襲う。常務を送り届けた運転手が暴漢を取り押さえるが、それは隼であった。隼は自らが慕う姉の結婚の話を聞きつけて、独自に調査していた。だが、相手は大財閥の御曹司でありながら、容姿と財力と権力に物を言わせて女性を喰い漁る外道であった。その事に隼は激怒。縁談をまとめた父親をどうしても許せず、実家へと父を殴りに来たのだった。隼は姉の結婚相手の調査結果を叩きつけるが、家族を信じたい姉は、隼の言葉を拒絶しかできなかった。仕方なく隼はエランへと戻ろうとするが、その帰り道に事故を起こし、相手は妊婦で流産してしまった。隼が流産させてしまった女性は、姉の婚約者の愛人であり、妊娠していて流れてしまった子どもは「不義の子」であった。この事を知った娑羅は事故相手の女性にできる限りの補償を行うとともに、件の御曹司に激怒する。
式場家の騒動と前後して座王では「クーデター・プライス」の一件によって堂本が苦しい立場に置かれていた。一件によって被害を受けた他企業が経団連を通じて座王にプレッシャーをかけてきたのである。経団連からの苦情を盾に堂本に対して自重するように忠告する式場常務だったが、以前から式場常務を苦々しく思っていた堂本は柳から受け取っていた式場常務が座王社員を守るために行っていたCOCOM違反の裏取引を経済産業省へリークしてしまう。結果、座王本社は大騒動となり、式場常務を含め会長以下上位重役の総退陣という結果となった。座王は「再発防止」の名目の元、国際関係担当部署の一掃と再編を迫られる。結果、重役の首が切られた部署を「部」から「課」へと格下げ縮小し、堂本がトップを務める「国際部」がその統括部所として監督する事となった。かくて堂本は座王の海外貿易の全てを一手に握る事となった。　
式場常務が座王を去る、その日。全ての部下が去った式場のオフィスにやってきたのは、父に反発し続けていた隼だった。隼は法を犯してまで利益を追求したかったのかと父を責めるつもりだったが、逆に父は息子に自身もまた「人を守るために、人が幸せになるために」貿易の道を歩み続けていた事を伝える。隼が父の「苦悩」や貿易にかけていた「本当の願い」を悟るった、直後に父は脳梗塞を引き起こし帰らぬ人となってしまう。
父の葬儀の場に、やはり隼の姿は無かった。

### 砂のゲタ（砂漠のメルセデス）編
第6話から第7話
隼と蘭は北木より紹介されて、彼が東亜流通時代から付き合いのあった大阪の自動車解体業を訪ねた。そこで「100万円を3億円に増やす」ための謎かけにも似た言葉を聞きこんでくる。
隼たちは解体され鉄クズ扱いとなった中古車（輸送の手続き費用・輸送の実費が安い）を買い入れて、東南アジアの発展途上国へと送って現地の自動車再生業者に売りつける。そうして得た資金を中東へ持って行き、これを元手に砂漠の中に乗り捨てられた高級車を回収し、鉄クズとして日本の中古車販売業（こちらも北木の紹介）に持ち込む。隼たちの持ち込んできた「鉄クズ」は3000万円で売れて、ついに「100万円は3000万円」に。隼たちは売り上げを娑羅に預け、娑羅はデイトレードでその資金を増やす。

### 食管法突破（米戦争）編
第8話から第11話
アメリカに出張していた一丸は現地のバイヤーからカリフォルニア米の取引を勧められる。日本には食管法があるため、生米には手を出せない。だが、この法律には、加工食品や冷凍食品に関する規定が抜け落ちていたのである。そこで一丸は買った米を調理し「冷凍加工食品」として日本へ輸入する方法を考え出す。だがバイヤーは同時に他の業者にも購入の商談オファーを出していて、そこに座王の柳が乗ってきたのである。柳もまた一丸と同じことを目論んでいた。結果、エランと座王は売りに出されていた米を同じ額で同量に折半して仕入れる事となってしまう。だが、たとえ同じ額で仕入れたとしても、これから全てのシステムを構築するエランと、既に既存のシステムが利用できる座王とでは、同じ事をしても最終的な想定利益に大きな差が出る事が明らかだった。
エランは、プライベートのゴタゴタで冷凍食品メーカーの女性社長とその息子に出会う。彼女の会社は冷凍食品とはいってもワン・プレート・ディッシュが主力商品で、米の需要も存在した。社長はバツイチであり、その息子の父は超一流ホテル運営会社の総ホテル支配人であった。彼女の家庭の騒動に巻き込まれる中、結果としてエランは彼女の会社に米を売却し元旦那のホテルで製品の供与を行うラインを確立させることを可能とし、辛くも赤字を免れる。
だが、食管法を突破したことはエランの面々に今後の日本の食糧自給を案じさせる。しかし、それに対して娑羅は自給が出来なくても外国から買い入れればいい、買うことが出来ないなら第三国を経由するなど方法はいろいろあると言い切り、その一方で日本が無くてもアジアや世界は何も困らず、日本だけが存続すればよいと考えるやり方は改めなければならないとクギを刺す。

### 最終章・ナポレオンは夜歌う（コニャック編）
第12話から最終話（第18話）
エージェントからナポレオン級コニャックの売買情報を聞きつけたエランは蘭とタヌキさんをフランスに派遣する。だが2人はフランスの空港で、同じ飛行機に乗った紅瞳の女性、レミ・バタイユの誘拐騒動に巻き込まれ、彼女と一緒にバタイユ家の古城へとさらわれる。一方、2人が空港で消息を絶ってしまったためエランではその対応に追われてしまう。結果、かつてない心労に晒された娑羅は幼い頃に克服していたはずの心不全を再発させ倒れてしまう。
バタイユ家では当主死亡のため、相続に伴う税金問題に揺れていた。バタイユ家は相続税の捻出に「ノワール・サンク」として口伝されてきた「死のホクロの財宝」を狙っていたのである。レミの体にあるバタイユ家における遺伝性のホクロと領地地図を照らし合わせれば、財宝の隠し場所が解るはずだった。だが、決め手となるホクロはレミが死亡した時のみに浮かび上がる「死にボクロ」であった。巻き込まれた蘭とタヌキさんは、行きがかり上、レミを守りながら財宝をも探さねばならないという騒動に加わることになってしまうが、時同じくして蘭とタヌキさんの捜索のためにフランスに飛んだ隼とキツネさんも合流。さらに隼は件のコニャックが売買交渉ではなくオークションである事を突き止める。そしてエランと同じくコニャックの落札を狙い、座王からは柳が部下を引き連れてフランスに乗り込んできた。
4人がフランスで宝探しに挑む一方、娑羅の容態は意識の際どいところで一進一退を繰り返していた。行方不明となった2人が見つかった事でエランの負担は軽くなったものの、状況は予断を許さない。娑羅のために何とか良い知らせを、と焦る一丸は現地メンバーにコニャックオークションでなんとしても落札をするようにと指令を出す。
オークション当日。コニャック3樽を巡り落札交渉がスタートする。だが、それを一目見た隼と柳は即座にオークションを降りてしまう。柳は持ち前の知識から、隼はキツネさんからの指導により、コニャックが二束三文のクズ酒である事を見抜いていた。2人ともクズ酒の樽に大金は出せないとそれぞれの本部に連絡。一丸は話を聞いて落胆するも納得するが、堂本は柳より同じ話を聞きながら激怒する。
堂本は、樽の中身よりもセリ落とした実績、座王の資本力を見せつける場が欲しいのだった。それは巨額の数兆円にもなる原発プラント事業の受注競争のためでもあった。柳と堂本は互いに失望した。
一方、レミは氷風呂に浸かり体温を下げて「死にボクロ」を浮かび上がらせたことで、財宝の位置が判明する。バタイユ城の地下にある隠し倉庫には、ガラス瓶に詰められたナポレオン帝政時代のコニャックが棚一面に置かれていた。大慌てで隼は一丸に報告。同時に娑羅の意識は回復する。彼女の意識を留めたのは仲間との友情、エランの仲間たちと共に生きていきたいと願う「情熱」であった。
ナポレオンのコニャックによりバタイユ家は持ち直し、エランもまた、同コニャックのフランス国内酒造メーカーへの売買仲介によって利益を打ち出す。エランからコニャックを買い取った酒造メーカーは自社所持の年代物コニャックとのブレンデットを経て「フランスの至宝」とも言えるコニャックを製造する事に成功し王室へと献上。これは王室・政府専用の品となった。バタイユ城は一丸の仲介により日本の料理学校に貸し出される事となり、件の酒造メーカーが醸成ブレンダ―養成課程の担当セクションとして参画する事が決定。バタイユ家は定期収入を得る事が可能となり相続税問題から解放された。
そして帰国した隼・蘭・キツネさん・タヌキさんを待っていたのは、車椅子生活から解放された娑羅と彼女を支える一丸の姿だった。彼らはこれからも仲間の力で目標に向かい貿易という情熱の道を歩いていく。

## 各話リスト
1. エラン
2. クーデター・プライス
3. ネバー・ランド
4. アクシデント・サマー
5. クロスワード
6. 砂のゲタ
7. アイアン・ターゲット
8. アクションU.S.A
9. ナショナル・フーズ
10. タイムマシン
11. 情熱指数
12. ナポレオンは夜歌うPART1
13. ナポレオンは夜歌うPART2
14. ナポレオンは夜歌うPART3
15. ナポレオンは夜歌うPART4
16. ナポレオンは夜歌うPART5
17. ナポレオンは夜歌うPART6
18. ナポレオンは夜歌うPART7

## 主な登場人物

### 商社エラン
式場 隼（しきば しゅん）
「エラン」における体力担当で現地交渉メンバーの一人。あちこちを飛び回るタフネス性は他のメンバーの追随を許さない。時に荒事（現地のチンピラとのケンカなど）も担当している。
父は総合商社「座王」の東南アジア常務。三人兄姉弟の末っ子で家族に対して横暴（に見えるよう）な父親を嫌って家出しており、特に兄の洋（ひろし）には「家の面汚し」と蛇蝎の如く嫌われている。隼の方も兄を「父のコピー」と嫌っており、家に近寄ることも嫌がっている。その一方で自分を影ながらもかばってくれる姉・祥子（しょうこ）の事だけは慕っており、その幸せを心から願っている。ただし、それゆえに姉の婚約者への執拗な身辺調査など偏執的な行動をとる事があり、蘭からはシスコンを示唆・揶揄されている。実は兄姉弟の間では、隼が最も父に近しい気性を持っており、本人は認めていないながらも運命に導かれて「エラン」に参画し父の後を追うかの如く貿易の世界に飛び込んでおり、本人も知らぬ間に父が理想と見出しながらも大企業体質と経済の壁に阻まれて実現できなかった「クロスワードの正解」となる「本当の貿易」への道を歩んでいく。
九条 一丸（くじょう いちまる）
「エラン」における参謀役で隼や蘭ら現地メンバーの司令塔。15歳でハーバード大学に入学を果たし経済学を極めた英才。理知的で冷静だが体力は無く、机上の学問および理論ならびにその構築には強いが、現実的な駆け引きに際しては経験不足から現業の鉄火場を味わい続けてきたビジネスマンたちと比較した場合には、どうしても一歩劣る。自身もその弱点をよく理解しており、それゆえに自分にできないことができる隼や蘭、現業経験のあるキツネさんとタヌキさんに対しては心より一目を置き尊重している。
父親もまた著名な経済学の教授で、柳の敬愛する経済の師であったが不遇の死を遂げている。彼の父の死は、ホテル火災で焼死した妻がその時に不倫相手と宿泊していたこと、一丸も自身の子供ではなく不倫相手の子供であったことを理由とする自殺で、日記の最後のページに「愛は情熱によってしか支えることはできない」と、愛を救えない経済学への絶望を遺した。
姫司 蘭（ひめじ らん）
隼と並ぶ「エラン」の現地交渉メンバーの一人。元スケバンで、かつての隼の不良仲間。カミソリを護身用武器に用いている。「エラン」オーナーの娑羅とは親友とも言える間柄。自他ともにじゃじゃ馬と認知していて、本人も頭が悪いと言っているが、そろばんは一級。
晃月 娑羅（こうづき さら）
「エラン」のオーナーにして、最終意思決定者。銀行系財閥である晃月財閥の当主で本人も優れたデイトレーダー。生まれつき心臓に疾患を患っており15歳までは生きられないとも言われていた。
そういった事情から財閥当主でありながら、「エラン」=「生きる情熱」を失っていたが、家庭に寄る辺を失い行き場を求めて街をさまよっていた隼や蘭と知り合い「貿易によって得た資金で無人島を購入し独立国とする」という夢を抱き、生への情熱を取り戻す。
北木 常夫（きたき つねお）
東亜流通の商社マン。神経質そうな細面を持つ長身細身の男性。「クーデター・プライス」にて、エランの協力で損害を被ることは免れたものの、利益が0であったために解雇となった。街中で一丸らと再会したことから娑羅に紹介され、エランの一員となる。通称、キツネさん（本名である「きたきつねお」のぎなた読みからの省略）。エランには後発参加組であるが、商社マンとして、あるいは年上としての人生経験の深さから、エランの面々からは一目置かれている。まだ年若く経験が少ない隼にとっての「(貿易および品質管理の)先生役」でもある。
太貫 早苗（おおぬき さなえ）
東亜流通のアシスタントであり北木の部下。小柄でぽっちゃりした、美人ではないが愛らしい容姿を持ち、食いしん坊でのんびり屋、大らかな性格の女性。「クーデター・プライス」の一件で北木と共に解雇となってしまい「エラン」に合流する。東亜流通時代は人員層の厚さや女性であること、容姿の難からミソッカス扱いで、北木の部下であったのも彼の性格に起因して押し付けられた「貧乏くじ」という立場だった。だが、7ヵ国語を話すためエランの中では一丸を抜いて語学のエキスパートとして頼りにされるようになる。通称はタヌキさん（名字である「太貫」の読み替え。以前からの上司であった北木のみ「タヌキ」と呼び捨てにする）。カナヅチだが肺活量はあるため、プールや浅瀬なら歩行ができ、ある程度の水中行動はできる。
じいや
娑羅の祖父であった先代当主の時代から晃月家に仕える執事。先代の道楽にも長らく付き合っていたことから、ワインのテイスティングなどにも優れた能力を持っている。

### 座王グループ
式場（しきば）常務
座王総本社・東南アジアエリア担当統括常務。業界では、かつて『魳(バラクーダー)の式場』と呼ばれたスゴ腕の商社マン。その辣腕は強引この上なく十年前に巻き起こった「水産戦争」と呼ばれる一件においてはマレーシアにおいて現地漁民の競争意識を煽り禁漁・密漁おかまいなしに海洋資源を漁らせて一科三種目のエビを絶滅に追いやった過去がある。だが、時代が変わり日本が国際社会において責任を負う空気を感じて座王の「他者を踏みつけにする体質」を変えたいと願っており、その立場から堂本国際部長に対して幾度も「騒動を誘発してそのドサクサに紛れて利益を計上するような商売はやめろ」と忠言する。しかし、本人は心からそう願っていても、自身の過去が過去だけに説得力が無く、逆に自身の過去を上げ足に取られて堂本の造反を許してしまう。のちに、過去に東南および中央アジアに駐在している末端社員を共産ゲリラから守るため、外為法およびCOCOMの各条違反行為を行っていたことをマスコミにリークされて辞任に追い込まれる。
隼の父親。家庭においては父権的な威厳を持つ父であるが、その部分において隼から「子育ては、ほぼ妻や娘に丸投げの上、ロクに帰ってこないクセに家族に対する文句だけは一丁前」「商売のことばかり考え自分の虚栄心を満たすために、みんなを不幸にしている」と強く嫌われ反発されている。だが、その一方で隼のその気質が自分に似たものであることも感じており、実は家族の中では最も隼を愛している「父親」でもあった。
COCOM違反の主導的な部署の代表として辞表が受理された日の夜、同じ「貿易」に携わる身として、その失敗談を糧にするためという建前のもと話を聞こうと訪れた隼に、自らが貿易でやったこと、目指したことを語り「経済というのはクロスワードパズルのようなもの」という言葉を息子に投げかけ、自らが目指しながらもたどり着けずに失敗してしまった「貿易への志」への道を自分に一番反発していたはずの隼に託す。直後、脳梗塞を起こし急死する。その生きざまは後の隼にとって反面教師の形としてではあるが強く影響を与える。
堂本 一騎（どうもと いつき）
国際部の総本部長。同期にして直属の部下たる柳いわく「貿易には似合わないほどのロマンチスト」であるが、その夢を叶えるために貪欲な野心を燃やすようになってしまう。座王そのものを「自分たちの夢の国」と位置付け、自らの目的に対して立ちふさがる者は身内であろうとも容赦がない。そのために上司である式場常務を陥れる。
柳（やなぎ）
堂本の同期であり部下。情報撹乱やデマゴギーを駆使して一般の人々の不安や対立を煽って社会に混乱を呼び、そのドサクサに紛れて商売を行って利益を上げる（時にその不安や対立はクーデターや戦争、大規模環境破壊など取り返しのつかないレベルにまでなるが、本人はそのことに対しては堂本ともども「自分たちが生き残るため」と割り切っており、それに伴って命や環境など失われるものに対しては歯牙にもかけることもしない）という手法を得意としていることから、本社内では「火点けの柳」という通称で呼ばれている。「クーデター・プライス」では座王の利益のために一国にクーデターを起こさせている。実は一丸の父の教え子の一人。大学時代の就職活動では座王の前に伊藤忠商事を受けて落されたらしく堂本の「お前を敵にまわさなくてよかった」との感想に「伊藤忠の人事に感謝してくれ　座王の前にあそこを受けて落とされた」と返答し自身のプライベート・ジョークにしている。
後に若き堂本の情熱にほだされて裏仕事を一手に引き受けたことが判明。実は汚れ仕事も好きでやって来たことではなく、一部には強がりもあり、エランの面々に出会ったことで自分のやってきたことを振り返り苦悩とはいかないまでも少なからず悔恨があったことが明かされる。それでも堂本の理想を思って行動していたが、その堂本が企業トップとしての権勢に憑かれて余計なハッタリすら用いて強引な商売を続ける俗物と化していたことに絶望。最終話でついに堂本と袂を別ち、辞表を提出。同時に上記のクーデターの顛末を通産省にリークしている。

## 書誌情報
少年キャプテンコミックス（徳間書店）
1. 1990年2月20日 ISBN 4-19-830020-8
2. 1990年8月20日 ISBN 4-19-830081-X
3. 1991年4月20日 ISBN 4-19-831040-8

少年キャプテンコミックススペシャル（徳間書店）
1. 1996年12月25日 ISBN 4-19-830152-2
2. 1997年1月20日 ISBN 4-19-830159-X

MF文庫（メディアファクトリー）
1. 2001年3月 ISBN 4-8401-0255-4
解説:和田慎二
2. 2001年4月 ISBN 4-8401-0275-9
解説:木原勝浩

## 関連
「火点けの“柳”」が登場する作品。
- 『ジェントル萬』 - 「柳恭平」として主人公の所属するF1レーシングチーム監督。
- 『日の丸あげて』 - 「柳恭平」として主人公の所属するエアレースチーム代表。
- 『RAISE』 - イギリス軍情報部の「グラハム・バーンズ」少佐。

本作で採り上げられた事物
前述の通り、現在では通用しない事物も多い。
- メリタ - ドイツのコーヒーに対する税制事情（コーヒー豆の品種にかかわらず、重量に課税される）から、主婦のメリタが「ペーパードリップシステム」を発明、実用化にこぎつける件の説明がある。
- 外国為替及び外国貿易法、COCOM - 共産主義諸国への軍事技術・戦略物資の輸出規制。座王の式場常務が違反をしていた。この証拠を柳から知らされた堂本がリークしたことにより、座王の上層部は大量の逮捕、引責辞任者が発生。事態を収束させた堂本が常務に昇進することとなった。
- 食糧管理法 - この法律により禁輸措置のとられていた安価なアメリカ米を加工米として日本に輸入する。
- 日本酒級別制度 - フランスのAOC規定に合わないブランデーを知らずに輸入したが、式場常務（当時は部長）の発案で、新規ブランドラベルを作成し、熟成年数規定に沿っていることから「ナポレオン」、「特級酒」として認可を取ったことで、合法的に大ヒット商品として売りさばいたことが語られている。